# Felix Weltsch
Felix (Baruch) Weltsch (6. října 1884, Praha – 9. listopadu 1964, Jeruzalém), byl česko-izraelský německy i hebrejsky píšící novinář, spisovatel, filosof a knihovník židovského původu, člen tzv. Pražského kruhu a jeden z nejvlivnějších sionistů v Čechách.

## Život
Felix Weltsch se narodil 6. října 1884 jako první ze čtyř dětí v rodině Heinricha Weltsche (1856–1936), obchodníka s textilem; majitele firmy Salomon Weltsch Söhne, a Louise, roz. Perelesové (1862–1942). Vyrůstal v domě v Kamzíkové ulici 4 na Starém Městě, kde se pěstoval čilý společenský život a běžně se tu konaly improvizované koncerty. Otec Heinrich pak coby rodinný básník psal s oblibou při různých příležitostech verše.
V letech 1890–1894 navštěvoval Weltsch stejně jako Max Brod soukromou obecnou piaristickou školu na Novém Městě (Panská 892/1) s německým vyučovacím jazykem. Třebaže na škole učili převážně kněží tohoto řádu, nebyl na tzv. Israelity, kteří představovali 60% žáků, vyvíjen žádný nátlak. Na speciální hodiny náboženství sem docházel rabín. V srpnu 1894 začal Weltsch studovat na jednom ze dvou pražských německých gymnázií: v Paláci Kinských (tak jako Kafka, jenž byl tehdy ve druhém ročníku), které se vyznačovalo o něco přísnějším režimem než gymnázium ve Štěpánské ul., kam nastoupil Brod. Zde se mu dostalo klasického vzdělání i důležitých podnětů z oblasti novější literatury. V červenci 1902 složil Weltsch s vyznamenáním maturitní zkoušku z jedenácti předmětů, která prokázala jeho připravenost k dalšímu studiu.
Na podzim téhož roku vstoupil sedmnáctiletý Weltsch na Pražskou c. k. německou Karlo-Ferdinandovu univerzitu, kde se na právech znovu sešel s Brodem a kde se také seznámil s Kafkou, který tu byl již dva semestry zapsán. Německá univerzita, která byla v této době počtem posluchačů menší než univerzita česká přibližně v poměru 2:1, se odlišovala i výrazným podílem židovských studentů (více než 1/3). Felix Weltsch byl od počátku aktivním studentem všestranných zájmů, brzy se stal součástí řady společenských kruhů, jejichž přirozeným centrem byla liberální „Čítárna a přednášková síň“ (Lese- und Redehalle der deutschen Studenten in Prag) sídlící od roku 1904 v Krakovské ul. 14. Další kontakty Weltsche dovedly k uskupení Café Arco a zejména k sionistickému Spolku židovských vysokoškoláků Bar-Kochba, v němž se seznámil s Hugo Bergmannem. Vedle právnických kurzů navštěvoval stále více přednášek z filosofie, etiky a literatury, neboť slovy Maxe Broda: „byl jediným z nás, kdo si studium zvolil z lásky“. Setkání s příznivci legendárního Franze Brentana, potom Weltsche přivedlo mezi pražské brentanovce, kteří se scházeli v dodnes existující kavárně Louvre na Národní třídě. V roce 1906 se zapsal také na filosofii a navštěvoval zde mj. kurzy praktické filosofie Antona Martyho a cyklus věnovaný teorii hodnot, který přednášel Christian von Ehrenfels. V dubnu 1907 složil rigorózum z práva a po absolvování praxe u Zemského soudu a v advokátní kanceláři svého strýce Theodora Weltsche v letech 1908–1909 nastoupil nejprve jako praktikant do C. k. veřejné a univerzitní knihovny, kde byl zaměstnán jeho přítel Bergmann. V té době Weltsch spolu s ním, Kafkou a Brodem pravidelně navštěvoval salón Berty Fantové v domě „U bílého jednorožce “ na Staroměstském náměstí, kde se nad diskusemi o literatuře a filosofii scházela pražská intelektuální elita. S touto skupinou se v roce 1911 sblížil mladý docent fyziky Albert Einstein, který tu za Brodova klavírního doprovodu hrával na housle Mozartovy sonáty. V témže roce Weltsch ukončil studium filosofie složením příslušných zkoušek a obhájením své disertace o Lockově teorii poznání.
Počínaje rokem 1912 udržoval intenzivní přátelství s Kafkou, zlepšoval svou pozici v knihovně a současně zahájil svou novinářskou kariéru prvními články pro Prager Tagblatt. O rok později vydal svou první knihu Anschauung und Begriff (Názor a pojem), napsanou společně s Brodem, v srpnu 1914 se potom po čtyřleté známosti oženil s Irmou Herzovou. Po Kafkově onemocnění tuberkulózou se jej snažil všemožně podporovat. V období let 1919–1938 Weltsch působil – vedle souběžného zaměstnání v univerzitní knihovně – jako vydavatel, autor a hlavní redaktor sionistického kongresového časopisu Selbstwehr, který se v duchu svého kréda „Chtít nemožné“ snažil udržet kdesi na pomezí rodinného listu a literárně-vědecké revue. Za dobu, kdy s velkým přehledem a taktem řídil redakci tohoto časopisu, dosáhl jeho náklad 15.000 exemplářů, což bylo více než měl Buberův časopis Der Jude (5.000), ale zase ne tolik jako 29–38.000 prodaných výtisků jednoho čísla Krausovy Pochodně (Die Fackel). V roce 1920 se manželům Weltschovým narodila dcera Rut. Po svém povýšení na knihovníka 1. třídy se Weltsch roku 1928 vydal spolu s Brodem na svou první cestu do Palestiny, která ho inspirovala k napsání knih Judenfrage und Zionismus (Židovská otázka a sionismus) a Land der Gegensätze (Země protikladů). Od roku 1931 zastával rovněž funkci Knihovního rady na československém ministerstvu kultury, přičemž dál rozvíjel své kontakty uvnitř židovské komunity jako dlouholetý účastník kongresu a po roce 1932 také člen pražské lóže B'nai B'rith.
S nepříznivým obratem událostí, který následoval po nacistickém převratu v Německu, přišel v roce 1938 zákaz časopisu Selbstwehr a zároveň ukončení Weltschova zaměstnání v univerzitní knihovně. Večer 14. března 1939 – bezprostředně po rozloučení s univerzitou – opustil s Brodem, přáteli a částí rodiny, území již obsazovaného zbytkového území Československa posledním vlakem, který odjížděl z Ostravy do Polska, aby se na lodi „Bessarabia“ doplavil do Haify.
V Haifě, na území britského mandátu Palestina, a později v Tel Avivu žil Weltsch se svou rodinou až do roku 1940, než získal místo knihovníka v Jeruzalémě, kde v ulici Palmach 9 našel nový domov. Po vzniku Státu Izrael pracoval nadále v Jeruzalémské knihovně, přičemž se věnoval svým dalším dílům, která již psal převážně hebrejsky. V roce 1952 mu byla propůjčena Ruppinova cena za spis Teva, musar u-medinijut (Příroda, morálka a politika). Felix Weltsch zemřel 9. listopadu 1964. Jeho přátelství s Kafkou trvalo 20 let, přátelství s Maxem Brodem pak plných 75 let.

## Filosofické názory
Weltschovo filosofické myšlení bylo nejvýrazněji ovlivněno jeho učiteli – následovníky Brentana, Antonem Martym a Christianem von Ehrenfelsem, kteří se však od svého mistra (což platí zvláště pro Ehrenfelse) v mnohém odchýlili. Weltsche proto nelze považovat za skutečného brentanovce, ale spíše za stoupence Ehrenfelsovy filosofie tvarových kvalit, na níž navazuje tzv. gestaltismus. Prvním Weltschovým pokusem o sepsání „exaktního filosofického spisu“ byla práce z oblasti teorie poznání Anschauung und Begriff (Názor a pojem), ve které s Brodem vytvořili syntézu navazující mj. na Martyho, Brentana, Heinricha Gomperze a Cassirera. V následující knize Gnade und Freiheit (Milost a svoboda), jejíž rukopis korigoval Kafka, Weltsch zpracovává podněty z přírodní filosofie, zejména polaritu „vitality a ducha“, přičemž rozvíjí metodu, která má pomocí vědomé volby vést k „jednotě i svobodě“. K možnému řešení tohoto problému, především v oblasti politiky a etiky, dospěl Weltsch v teoretickém spise Das Wagnis der Mitte (Odvaha středu), kde analyzuje hlavní téma svého myšlení, jímž je aristotelský (či taoistický) motiv tvůrčího a dynamického středu ležícího mezi extrémními opozity. Zatímco u Vídeňského kroužku spatřoval tendenci k „uspořádávání“ filosofie, ve stoupencích fenomenologie viděl filosofy „tvořící“. Učení Kanta, Spinozy nebo Bubera podle něho sice není možné akceptovat, cestu lidského myšlení si však bez nich nelze představit. Ve spise Ha-di'alektika šel ha-sevel (Dialektika utrpení) Weltsch rozpracovává svou teorii „dialektické spirály“, která vede od zániku jedné ideje ke zrození ideje nové. Námětem jeho posledního filosofického díla Teva, musar u-medinijut (Příroda, morálka a politika) je potom „pravidlo minima“, s jehož uplatněním (minimum bezpečnosti, minimum zbrojení apod.) může podle Weltsche slabý duch přežít ve světě hmoty.

## Politika a sionismus
Svou politickou a právní filosofii Weltsch představil v knize Organische Demokratie, kde v souladu se svými názory vyzdvihuje kompromis jako „tvořivou syntézu“, která nemá být pouhým mechanickým produktem a jejíž hodnota se nejlépe ukazuje v organickém vytváření něčeho nového. Vzájemně protichůdné názory nesmějí být nivelizovány, ale naopak dialogicky syntetizovány, protože „nové bytí má vykvést ze svých tvořivých protikladů“. Jeho další politické spisy se věnují tehdy aktuálním otázkám kulturního nacionalismu Židů a především tématu sionismu, jímž se Weltsch jako šéfredaktor časopisu Selbstwehr a dlouholetý člen sionistického kongresu zabýval ve dvacátých a třicátých letech. V duchu svých filosofických stanovisek zastával i zde středovou pozici tzv. obecného sionismu, který se oproti krajnostem Herzlova pojetí upřednostňujícího politická a diplomatická řešení, z něhož vycházel revizionistický sionismus, a naopak čistě marxistické variantě, jakou zastával Moses Hess, snažil budovat židovský stát zdola a zamezit dalšímu štěpení sionistického hnutí. Názor těchto umírněných socialistů a dalších centristických uskupení, jejichž ideologii považovanou často za bezbarvou chtěl Weltsch povznést na vyšší, filosofickou úroveň, podpořil také tehdejší prezident Světové sionistické organizace Chajim Weizmann. Svůj pohled na problematiku sionismu vyjadřil Weltsch při jedné příležitosti slovy: „Židovský nacionalismus není žádné konzervativní, líné a kulhavé sebepotvrzování, nýbrž touha po znovuzrození, která je tou nejhlubší revolucí v sobě samém.“

## Výběrová bibliografie

### Monografie
- Anschauung und Begriff. Grundzüge eines Systems der Begriffsbildung, Leipzig: Kurt Wolff, 1913. (společně s Maxem Brodem)
- Organische Demokratie. Eine rechtsphilosophische Studie über das Repräsentativsystem und das parlamentarische Wahlrecht, Leipzig: Der-neue-Geist-Verlag, 1918.
- Gnade und Freiheit. Untersuchungen zum Problem des schöpferischen Willens in Religion und Ethik, München: Kurt Wolff, 1920.
- Nationalismus und Judentum, Berlin: Welt-Verl., 1920. Dostupné online
- Zionismus als Weltanschauung, Mährisch-Ostrau: Färber, 1925. (společně s Maxem Brodem) Dostupné online
- Land der Gegensätze. Eindrücke einer Palästinareise, Prag: Selbstwehr, 1929.
- Judenfrage und Zionismus. Eine Disputation, London: Zentralbüro der Zionistischen Organisation, 1929.
- A Zsidókérés a modern Eszmeáramlatok Türkrében, Kolozsvár: Zsidó Könyvbarátok Társasága, 1930.
- Antisemitismus als Völkerhysterie, Prag: Selbstwehr, 1931.
- Dichter, Denker, Helfer: Max Brod zum 50. Geburtstag, Mährisch-Ostrau: Keller, 1934.
- Thesen des Nationalhumanismus, Prag : Barissia, 1934.
- Die Rätsel des Lachens, Mährisch-Ostrau: Kittl, 1935.
- Allgemeiner Zionismus. Eine ideologische Skizze, Prag: Kleine zionistische Bücherei, Bd. 5, 1935.
- Das Wagnis der Mitte. Ein Beitrag zur Ethik und Politik der Zeit, Mährisch-Ostrau: Kittl, 1936. (dotisk Stuttgart: Kohlhammer, 1965, 1967)
- Hitnagdut šel jecira, Jerušalajim: Me'asef, 1940. (Tvořivý odboj)
- Ha-di'alektika šel ha-sevel, Jerušalajim: [s.n.], 1944. (Dialektika utrpení)
- 'Al ha-sociologija ha-za'ira šel ha-'otobus, Jerušalajim: [vl.n.], 1943; 1946. (Malá sociologie autobusu)
- Chajej Bergson u-mišnato, Jerušalajim: Ligvulam, 1947. (Život a učení Bergsona)
- Religiöser Humor bei Franz Kafka. Franz Kafkas Glauben und Lehre, München: Desch, 1948.
- Teva, musar u-medinijut: ramat chajim u-milchamat nicach, Jerušalajim: Bialik, 1950. (Příroda, morálka a politika: životní úroveň a věčná válka)
- Prague and Jerusalem. A Memorial Volume for Leo Herrmann, Jerusalem, 1954.
- Religion und Humor im Leben und Werk Franz Kafkas, Berlin: Herbig, 1957.
- Sinn und Leid: Erstveröffentlichung, Hrsg. Manfred Voigts, Berlin: Philo, ©2000. 221 s. Studien zur Geistesgeschichte; Bd. 26. ISBN 3-8257-0067-4.

### Eseje a články
- Masaryk und Zionismus. In: Masaryk-Festschrift-Rychnowsky 1931, s. 67–116.
- Christian Ehrenfels. In: Česká mysl, roč. 28, č. 5, 1932, s. 265–273.
- Franz Kafkas Glaube im Lichte seiner Aphorismen. In: Neue Deutsche Hefte, 8, 1954.
- The Rise and Fall of Jewish-German Symbiosis: The Case of Franz Kafka, Year Book of the Leo Baeck Institute, No. 1, London 1956, s. 255–276.

### Edice
- Selbstwehr, Prag: [s.n.], 1919–1938.
- Jüdischer Almanach, Prag: Keren Kajemeth Lejisrael, 1925–1936. (spolueditor Friedrich Thieberger)